# Phaonia fusca
Phaonia fusca este o specie de muște din genul Phaonia, familia Muscidae. A fost descrisă pentru prima dată de Meade în anul 1897. Conform Catalogue of Life specia Phaonia fusca nu are subspecii cunoscute.